# フィデリティ投信
フィデリティ投信株式会社（フィデリティとうしん、英語: Fidelity Investments (Japan) Limited）は、東京都港区六本木7-7-7に東京の拠点を構えるFidelity international傘下の投資信託の運用会社。
日本では1969年に米国ボストンに本拠地を構えるフィデリティ・インベストメンツの第1号の海外拠点として創設。2019年に日本拠点を開設して半世紀を迎えた。日本における外資系運用会社で最初に日本に進出した資産運用会社。外資系資産運用会社としてはトップクラス。主な株主である創業家のジョンソンファミリーは、株式を公開しておらず独立系資産運用会社であることも特徴の一つ。

## 概要
1943年、当時弁護士であったフィデリティの創業者エドワード・C・ジョンソン2世は、株式市場に深い興味を持ち“フィデリティ・ファンド”という小さな投資信託の経営を引き継ぎ、資産運用の世界に入ることになる。当時は投資委員会が協議して投資を行うのが常識だった時代に、有能なポートフォリオ・マネージャーに権限を与え、自由に運用活動が発揮できる先進的な運用会社としての仕組みを導入。

## 沿革
- 1969年 フィデリティの国際部門の本拠地がバミューダに設立された同年に東京オフィスを開設。外資系運用会社として、初めて日本人投資家に投資信託を提供。
- 1973年 フィデリティインベスメンツがロンドンに進出。同時に日本で初の外国籍投資信託を設定し、日本の投資家へ外国株式ファンドを提供開始。現在[いつ?]、ロンドンはフィデリティ・インターナショナル最大の拠点となっている。
- 1976年 日本での機関投資家向けサービス提供を開始。
- 1980年 フィデリティ・インターナショナル誕生。事業拡大と各地のローカルニーズにこたえる為フィデリティ・インターナショナルは、米国拠点のフィデリティ・インベスメンツから独立。
- 1986年 フィデリティ投資顧問株式会社を設立し、日本の機関投資家向けの運用業務を開始。
- 2014年 エドワード・ジョンソン3世の娘であるアビー・ジョンソンがフィデリティ・インターナショナル会長に就任。

## 日本第1号社員
フィデリティが日本に事務所を開設した1969年に、第1号社員として入社したのが蔵元康雄。現在、フィデリティ・ジャパン・ホールディングス株式会社 取締役副会長。ピーター・リンチとともに米国で”ボトムアップアプローチ”を学んだ経験を活かし、日本では株式調査のアナリストとしてのパイオニア的存在であり、将来日本経済を支える可能性を秘めた企業の発掘に取り組んだ。

## フィデリティ・インベスメンツからの独立
1980年、フィデリティ・インターナショナルは、米国拠点のフィデリティ・インベスメンツから独立。フィデリティの株式は創業家のジョンソンファミリーや経営陣が主に保有しているが、両社はビジネス上引き続き密接な協力体制を継続している。

## フィデリティ投信の主力ファンド
- フィデリティ.USリートファンド
- フィデリティ・USハイイールドファンド
- フィデリティ・米国株式ファンド - ポートフォリオ・マネージャー ウィル・ダノフ
- フィデリティ・日本成長株ファンド
- フィデリティ・世界割安成長株投信(テンバガー・ハンター)　ジョエル・ティリングハスト
- フィデリティ・脱炭素日本株・ファンド
- フィデリティ・マゼラン・米国成長株ファンド[3]